# 成田实生
成田实生（日语：／ Narita Mio，2006年12月18日—），日本女子游泳运动员，2022年世界青年游泳锦标赛女子200米个人混合泳、女子400米个人混合泳和女子4×100米混合泳接力金牌得主、2022年亚洲运动会女子400米个人混合泳铜牌得主。